# Westfield (automerk)

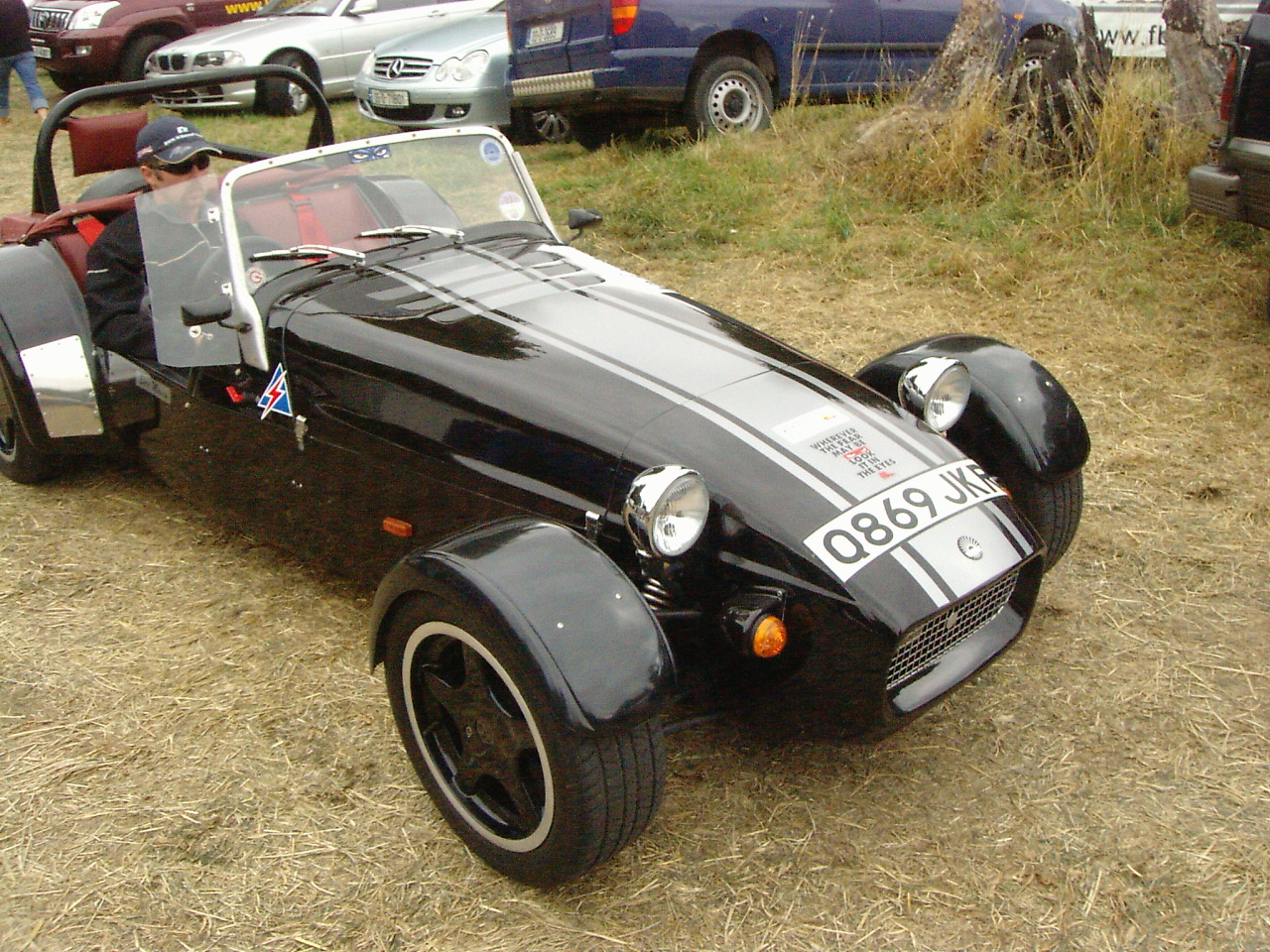
Westfield in Ierland

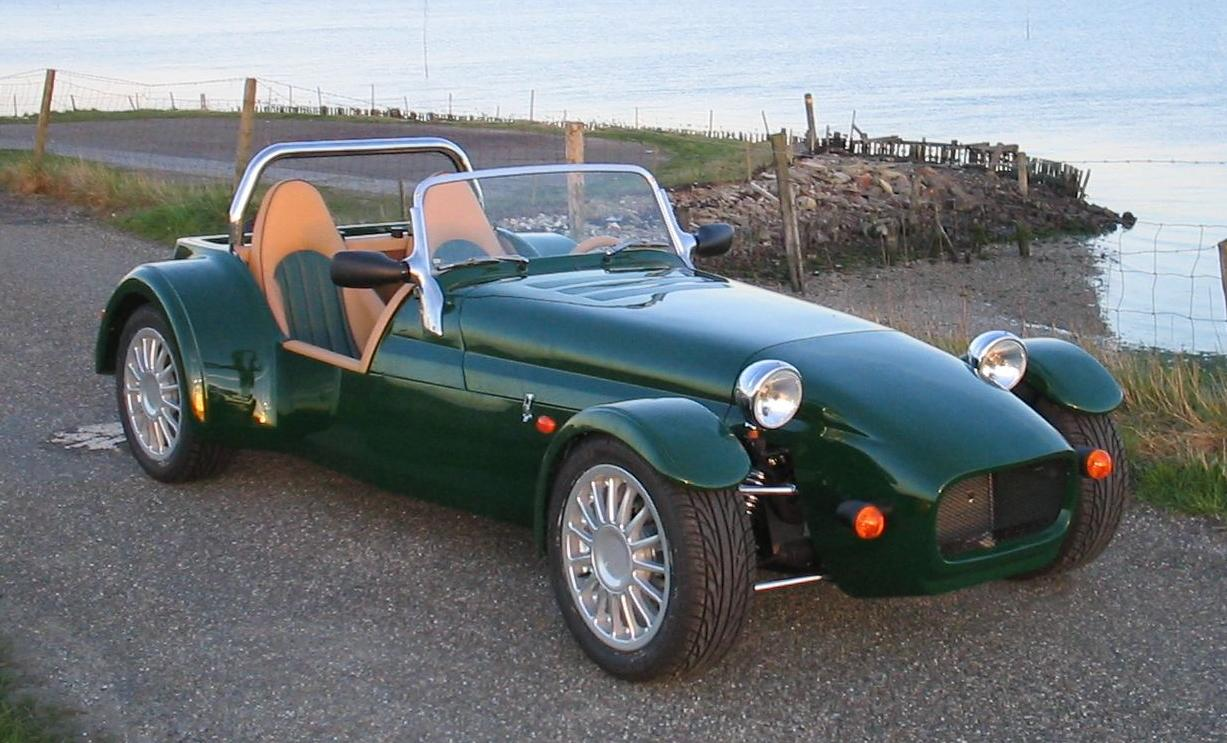
Westfield SEiW

Westfield is een Britse sportwagenfabrikant. Het levert kitcars en afgebouwde exemplaren. Er zijn verschillende series, de SEiW, de eleven en de XTR. Het bouwt auto's die gebaseerd zijn op de Lotus Seven. Sinds 2008 was Westfield gestart met zijn eigen raceklasse.